# Miguel Yuste Moreno
Miguel Yuste Moreno (Alcalá del Valle, província de Cadis, 20 de juny de 1870 - Madrid, abril de 1947) fou un compositor, clarinetista i professor espanyol, catedràtic numerari del Conservatori de Madrid des de 1910, on desenvolupà una important labor pedagògica del seu instrument, el clarinet.
Ingressà a l'asil de San Bernardino de Madrid en quedar-se orfe als vuit anys. El 1883 es matriculà al Conservatori després d'haver rebut les primeres classes de música en el mateix orfenat, mercès al clarinetista José Chacón. Formà part de diverses agrupacions instrumentals madrilenyes, com la Banda del reial Cos d'Albarders (després de guanyar l'oportuna oposició), l'Orquestra de l'Òpera dels Jardines del Buen Retiro, la Societat de Concerts, la Capella reial, l'Orquestra Simfònica de Madrid, l'Orquestra del Teatre Reial o la Societat de Quartets. El 1909 es creà la Banda Municipal de Madrid, Yuste hi col·laborà i amb els temps en fou sotsdirector.
Fou un reputat solista de clarinet i va intervenir en les estrenes a Espanya del Quintet en Si menor, Op. 115 i la Sonata núm. 1 en Fa menor, Op. 120 de Johannes Brahms, interpretats per primera vegada a Madrid el 1893 i 1896, respectivament, en ambdues ocasions sols un any després de les estrenes mundials, a Berlín i a Viena. Ambdós concerts s'efectuaren al Salón Romero, una sala de concerts fundada també pel clarinetista i gran pedagog Johannes Brahms, la labor didàctica del qual en fou continuador Miguel Yuste.
Té un carrer dedicat a Madrid, al barri de Suanzes, molt conegut per radicar-hi la seu social del diari El País.